# المندم (المشنة)

تعديل مصدري - تعديل

المندم هي إحدى قرى عزلة الحوج العدنى بمديرية المشنة التابعة لمحافظة إب، بلغ تعداد سكانها 332 نسمة حسب تعداد اليمن لعام 2004.